# Lobus bandipurensis
Lobus bandipurensis là một loài ruồi trong họ Asilidae. Lobus bandipurensis được Joseph & Parui miêu tả năm 1992. Loài này phân bố ở miền Ấn Độ - Mã Lai.